# Marokkanische Eishockeynationalmannschaft
Die  marokkanische Eishockeynationalmannschaft wird vom marokkanischen Eishockeyverband zusammengestellt. Die Mannschaft nahm 2008 am ersten Arab Cup of Ice Hockey teil.

## Geschichte
Die Eishockeynationalmannschaft Marokkos bestreitet seit dem Jahr 2008 offizielle Länderspiele. 
Ihre erste Teilnahme an einem offiziellen Turnier war die Teilnahme am ersten Arab Cup of Ice Hockey im Juni 2008, bei dem Marokko den dritten von vier Plätzen belegte. Ihr erstes Spiel verlor Marokko deutlich mit 0:9 gegen die Vereinigten Arabischen Emirate. Das erste Tor für die neugegründete Nationalmannschaft erzielte Yassin Ahrazem bei einer 3:6-Niederlage gegen Kuwait.
Seit 2010 ist Marokko assoziiertes Mitglied der IIHF.
Nachdem zwischen 2009 und 2016 keine Spiele ausgetragen wurde, trat Marokko 2017 beim neugegründeten Development Cup an. Die Mannschaft gewann das Turnier.

## Turniere
- 2008: Arab Cup of Ice Hockey, 3. Platz
- 2017: Development Cup, Sieger

## Bilanz
| Gegner                       | Sp. | S | OTS | OTN | N | Tore  |
| ---------------------------- | --- | - | --- | --- | - | ----- |
| Algerien                     | 4   | 3 | 0   | 0   | 1 | 26:15 |
| Kuwait                       | 2   | 0 | 0   | 0   | 2 | 3:12  |
| Irland                       | 2   | 2 | 0   | 0   | 0 | 21:6  |
| Andorra                      | 1   | 1 | 0   | 0   | 0 | 9:2   |
| Libanon                      | 1   | 0 | 0   | 0   | 1 | 3:5   |
| Ägypten                      | 1   | 0 | 0   | 0   | 1 | 2:3   |
| Vereinigte Arabische Emirate | 1   | 0 | 0   | 0   | 1 | 0:9   |
| Portugal                     | 1   | 1 | 0   | 0   | 0 | 11:2  |

Stand: 29. Juni 2018